# Mistrovství Evropy v rychlobruslení 2014
Mistrovství Evropy v rychlobruslení 2014 se konalo ve dnech 11. a 12. ledna 2014 v rychlobruslařské hale Vikingskipet v norském Hamaru. Jednalo se o 25. společné mistrovství Evropy a celkově o 39. evropský ženský šampionát a 108. mistrovství Evropy pro muže. Z předchozího šampionátu obhajovala titul pouze Nizozemka Ireen Wüstová, její krajan Sven Kramer na mistrovství nestartoval.
V Hamaru získala třetí titul mistryně Evropy Nizozemka Ireen Wüstová, mezi muži poprvé zvítězil její krajan Jan Blokhuijsen.
Českou výpravu tvořili Karolína Erbanová, Martina Sáblíková, Nikola Zdráhalová a Zdeněk Haselberger.
| Program                                       | Program                                           |
| --------------------------------------------- | ------------------------------------------------- |
| 11. ledna                                     | 12. ledna                                         |
| 500 m ženy 500 m muži 3000 m ženy 5000 m muži | 1500 m ženy 1500 m muži 5000 m ženy 10 000 m muži |

## Muži
Mužského mistrovství Evropy se zúčastnilo celkem 31 závodníků z následujících zemí: Nizozemsko (4), Polsko (4), Norsko (3), Rusko (3), Belgie (2), Itálie (2), Německo (2), Rakousko (2), Švédsko (2), Bělorusko (1), Česko (1), Dánsko (1), Francie (1), Lotyšsko (1), Maďarsko (1), Švýcarsko (1).
Závodníci na prvních 18 příčkách zajistili pro své země odpovídající počet míst pro start na Mistrovství světa ve víceboji 2014.
| Pořadí           | Jméno                 | Země       | 500 m       | 5000 m        | 1500 m        | 10 000 m      | Počet bodů |
| ---------------- | --------------------- | ---------- | ----------- | ------------- | ------------- | ------------- | ---------- |
| Zlatá medaile    | Jan Blokhuijsen       | Nizozemsko | 36,61 (7.)  | 6:15,89 (1.)  | 1:46,91 (9.)  | 13:07,22 (1.) | 149,196    |
| Stříbrná medaile | Koen Verweij          | Nizozemsko | 36,11 (4.)  | 6:21,59 (4.)  | 1:45,93 (1.)  | 13:13,45 (2.) | 149,251    |
| Bronzová medaile | Håvard Bøkko          | Norsko     | 35,99 (1.)  | 6:22,97 (7.)  | 1:46,51 (6.)  | 13:22,09 (5.) | 149,894    |
| 4.               | Bart Swings           | Belgie     | 36,80 (12.) | 6:20,92 (3.)  | 1:46,53 (7.)  | 13:17,41 (3.) | 150,272    |
| 5.               | Sverre Lunde Pedersen | Norsko     | 36,67 (9.)  | 6:21,81 (5.)  | 1:46,28 (4.)  | 13:20,50 (4.) | 150,302    |
| 6.               | Renz Rotteveel        | Nizozemsko | 36,66 (8.)  | 6:22,82 (6.)  | 1:46,69 (8.)  | 13:26,75 (6.) | 150,842    |
| 7.               | Douwe de Vries        | Nizozemsko | 37,29 (20.) | 6:19,47 (2.)  | 1:47,38 (10.) | 13:28,99 (7.) | 151,479    |
| 8.               | Jan Szymański         | Polsko     | 36,35 (6.)  | 6:26,38 (8.)  | 1:46,39 (5.)  | 13:53,34 (8.) | 152,118    |
| 9.               | Konrad Niedźwiedzki   | Polsko     | 36,06 (2.)  | 6:32,62 (12.) | 1:46,16 (2.)  | —             | 110,708    |
| 10.              | Zbigniew Bródka       | Polsko     | 36,07 (3.)  | 6:34,18 (15.) | 1:46,19 (3.)  | —             | 110,884    |
| 11.              | Sergej Grjazcov       | Rusko      | 36,81 (13.) | 6:31,01 (11.) | 1:47,90 (11.) | —             | 111,877    |
| 12.              | Fredrik van der Horst | Norsko     | 37,07 (18.) | 6:29,88 (10.) | 1:49,61 (15.) | —             | 112,594    |
| 13.              | Haralds Silovs        | Lotyšsko   | 36,79 (11.) | 6:36,59 (17.) | 1:48,66 (13.) | —             | 112,669    |
| 14.              | Andrea Giovannini     | Itálie     | 36,86 (15.) | 6:33,87 (14.) | 1:50,48 (19.) | —             | 113,073    |
| 15.              | Luca Stefani          | Itálie     | 36,90 (16.) | 6:34,32 (16.) | 1:50,63 (21.) | —             | 113,208    |
| 16.              | Alexej Suvorov        | Rusko      | 37,15 (19.) | 6:40,63 (20.) | 1:48,39 (12.) | —             | 113,343    |
| 17.              | David Andersson       | Švédsko    | 36,33 (5.)  | 6:44,92 (23.) | 1:49,64 (17.) | —             | 113,368    |
| 18.              | Piotr Puszkarski      | Polsko     | 36,68 (10.) | 6:42,79 (22.) | 1:50,10 (18.) | —             | 113,659    |
| 19.              | Jevgenij Serjajev     | Rusko      | 37,84 (25.) | 6:29,49 (9.)  | 1:50,62 (20.) | —             | 113,662    |
| 20.              | Bram Smallenbroek     | Rakousko   | 36,83 (14.) | 6:45,04 (24.) | 1:49,61 (15.) | —             | 113,870    |
| 21.              | Robert Lehmann        | Německo    | 37,69 (22.) | 6:33,26 (13.) | 1:51,00 (22.) | —             | 114,016    |
| 22.              | Konrád Nagy           | Maďarsko   | 37,46 (21.) | 6:42,06 (21.) | 1:49,59 (14.) | —             | 114,196    |
| 23.              | Ewen Fernandez        | Francie    | 37,71 (23.) | 6:38,76 (19.) | 1:52,46 (23.) | —             | 115,072    |
| 24.              | Nils van der Poel     | Švédsko    | 38,51 (28.) | 6:38,09 (18.) | 1:53,47 (24.) | —             | 116,142    |
| 25.              | Vitalij Michajlov     | Bělorusko  | 36,94 (17.) | 6:50,79 (28.) | —             | —             | 78,019     |
| 26.              | Linus Heidegger       | Rakousko   | 37,75 (24.) | 6:45,90 (26.) | —             | —             | 78,340     |
| 27.              | Livio Wenger          | Švýcarsko  | 38,24 (26.) | 6:46,14 (27.) | —             | —             | 78,854     |
| 28.              | Jonas Pflug           | Německo    | 38,36 (27.) | 6:45,82 (25.) | —             | —             | 78,942     |
| 29.              | Stefan Due Schmidt    | Dánsko     | 38,69 (31.) | 6:51,89 (29.) | —             | —             | 79,879     |
| 30.              | Zdeněk Haselberger    | Česko      | 38,59 (29.) | 7:02,70 (31.) | —             | —             | 80,860     |
| 31.              | Wannes van Praet      | Belgie     | 38,65 (30.) | 7:02,24 (30.) | —             | —             | 80,874     |

## Ženy
Ženského mistrovství Evropy se zúčastnilo celkem 27 závodnic z následujících zemí: Nizozemsko (4), Rusko (4), Česko (3), Norsko (3), Polsko (3), Německo (2), Belgie (1), Bělorusko (1), Dánsko (1), Estonsko (1), Itálie (1), Rumunsko (1), Švédsko (1), Švýcarsko (1).
Závodnice na prvních 14 příčkách zajistily pro své země odpovídající počet míst pro start na Mistrovství světa ve víceboji 2014.
| Pořadí           | Jméno                         | Země       | 500 m       | 3000 m        | 1500 m        | 5000 m       | Počet bodů |
| ---------------- | ----------------------------- | ---------- | ----------- | ------------- | ------------- | ------------ | ---------- |
| Zlatá medaile    | Ireen Wüstová                 | Nizozemsko | 38,77 (1.)  | 4:02,02 (1.)  | 1:54,87 (1.)  | 7:03,40 (3.) | 159,736    |
| Stříbrná medaile | Yvonne Nautová                | Nizozemsko | 40,79 (16.) | 4:02,63 (2.)  | 1:57,28 (3.)  | 6:59,32 (2.) | 162,253    |
| Bronzová medaile | Martina Sáblíková             | Česko      | 40,89 (19.) | 4:04,22 (3.)  | 1:57,46 (5.)  | 6:58,13 (1.) | 162,559    |
| 4.               | Diane Valkenburgová           | Nizozemsko | 39,79 (7.)  | 4:06,82 (6.)  | 1:57,76 (7.)  | 7:09,41 (5.) | 163,120    |
| 5.               | Julija Skokovová              | Rusko      | 39,01 (3.)  | 4:08,28 (7.)  | 1:57,02 (2.)  | 7:22,09 (8.) | 163,605    |
| 6.               | Olga Grafová                  | Rusko      | 40,05 (8.)  | 4:08,31 (8.)  | 1:57,40 (4.)  | 7:12,57 (6.) | 163,825    |
| 7.               | Claudia Pechsteinová          | Německo    | 40,40 (14.) | 4:06,53 (5.)  | 1:59,49 (15.) | 7:05,44 (4.) | 163,862    |
| 8.               | Marije Jolingová              | Nizozemsko | 40,09 (9.)  | 4:04,24 (4.)  | 1:58,92 (11.) | 7:17,43 (7.) | 164,179    |
| 9.               | Jekatěrina Šichovová          | Rusko      | 39,14 (4.)  | 4:10,15 (10.) | 1:57,47 (6.)  | —            | 119,987    |
| 10.              | Katarzyna Bachledová-Curuśová | Polsko     | 39,59 (5.)  | 4:09,80 (9.)  | 1:59,00 (13.) | —            | 120,889    |
| 11.              | Jevgenija Dmitrijevová        | Rusko      | 39,59 (5.)  | 4:10,56 (11.) | 1:58,67 (9.)  | —            | 120,906    |
| 12.              | Luiza Złotkowská              | Polsko     | 40,32 (13.) | 4:13,46 (14.) | 1:58,00 (8.)  | —            | 121,896    |
| 13.              | Natalia Czerwonková           | Polsko     | 40,28 (12.) | 4:13,42 (13.) | 1:58,95 (12.) | —            | 122,166    |
| 14.              | Ida Njåtunová                 | Norsko     | 40,19 (10.) | 4:14,26 (15.) | 1:58,89 (10.) | —            | 122,196    |
| 15.              | Jelena Peetersová             | Belgie     | 40,82 (18.) | 4:10,76 (12.) | 1:59,12 (14.) | —            | 122,319    |
| 16.              | Karolína Erbanová             | Česko      | 38,80 (2.)  | 4:25,61 (21.) | 2:00,08 (16.) | —            | 123,094    |
| 17.              | Kaitlyn McGregorová           | Švýcarsko  | 40,43 (15.) | 4:19,88 (18.) | 2:00,28 (17.) | —            | 123,836    |
| 18.              | Jennifer Bayová               | Německo    | 41,26 (22.) | 4:15,54 (17.) | 2:03,37 (20.) | —            | 124,973    |
| 19.              | Camilla Farestveitová         | Norsko     | 42,15 (25.) | 4:15,04 (16.) | 2:02,95 (18.) | —            | 125,639    |
| 20.              | Francesca Bettroneová         | Itálie     | 40,24 (11.) | 4:27,12 (23.) | 2:03,28 (19.) | —            | 125,853    |
| 21.              | Sofie Haugenová               | Norsko     | 40,80 (17.) | 4:26,16 (22.) | 2:03,64 (21.) | —            | 126,373    |
| 22.              | Daniela Olteanová             | Rumunsko   | 41,44 (23.) | 4:22,99 (20.) | 2:03,99 (22.) | —            | 126,601    |
| 23.              | Taťjana Michajlovová          | Bělorusko  | 41,05 (21.) | 4:27,57 (24.) | 2:04,41 (23.) | —            | 127,115    |
| 24.              | Saskia Alusaluová             | Estonsko   | 43,02 (26.) | 4:22,53 (19.) | 2:07,72 (24.) | —            | 129,348    |
| 25.              | Nikola Zdráhalová             | Česko      | 41,86 (24.) | 4:33,66 (25.) | —             | —            | 87,470     |
| 26.              | Johanna Östlundová            | Švédsko    | 40,99 (20.) | DSQ           | —             | —            | 40,990     |
| 27.              | Sara Baková-Briandová         | Dánsko     | 46,45 (27.) | —             | —             | —            | 46,450     |